# 実録・名古屋やくざ戦争 統一への道
実録・名古屋やくざ戦争 統一への道（じつろく・なごややくざせんそう とういつへのみち）は、2003年から2004年にかけて発売（販売：GPミュージアムソフト）された石原興監督、村上和彦原案、中野英雄主演のVシネマ。全4巻。

## ストーリー
仁笠剛（小沢仁志）と高島誠司（中野英雄）が群雄割拠する名古屋を統一するまでを描く極道の物語。

## キャスト
- 城田組佐崎組組員→城田組佐崎組若頭→城道会若頭補佐→城道会若頭 高嶋誠司：中野英雄(1・2・3・4) / 中野武尊(高校時代の高嶋誠司)(1)
- 中村警察署少年課刑事 谷崎四郎：大浦龍宇一(1)
- 大瀬戸一家組員→中京五社会運命侠愛会中京浅田会若頭：大田原雅巳：國本鍾建(1) / 布川敏和(4)
- 城田組佐崎組組員 井上誠一：土平ドンペイ(1)
- 中京五社会 運命侠愛会総裁 愛知同心会会長 清澄政照：島田洋八(1・2)
- 中京五社会 稲妻一家総裁 中原真人：愛甲猛(1)
- 中京五社会 導侠会会長 古山竹男：高山登美夫(1)
- 中京五社会 大瀬戸一家総裁 大竹金次：高橋和興(1)
- 中京五社会 広野家一家総裁 岩塚士計巳：ゆーとぴあ・ピース(1)
- 三代目山王会直参城田組組長 城田武志：竹中直人(1・2)
- 城田組若頭 仁笠興業組長→山王会直参城道会会長 仁笠剛：小沢仁志(1)
- 城田組若頭補佐 佐崎組組長 佐崎康博：渡辺裕之(1)
- 城田組佐崎組舎弟頭 薗部義文：木村木(1)
- 城田組佐崎組若頭 山上政夫：山口仁(1)
- 城田組佐崎組組員 山上功夫：なにわゆうじ(1) / 鈴木隆二郎(2)
- 城田組相談役 大山稔
- 城田組若頭補佐 神代組組長 神代光雄：羽賀研二(1)
- 城田組岩倉組組長 岩倉毅(仁笠剛の舎弟)：武智大輔(1) / 城田組舎弟頭 岩倉組組長 岩倉毅：火野正平(2)
- 城田組岩倉組若頭 小森義一：嶋大輔(1)
- 城田組神代組若頭 森戸康夫：石橋保(1)
- 愛知県警 捜査四課 警部補 辻本亘：山下真司(1)
- 城田組仁笠興業若頭 門井幸政：遠藤憲一(1)
- 城田組仁笠興業幹部 阿藤義夫：小沢和義(1)
- 城田組仁笠興業幹部 石野日出男：四方堂亘(1)
- 城田組仁笠興業幹部 加藤憲行：中倉健太郎(1) / 真勝國之(2)
- 城田組神代組幹部 桂木亮介：ヒロミ(1)
- 大日本昭和会中山組小牧支部三池組幹部 西尾幹久：大沢樹生(1)
- 大日本昭和会中山組小牧支部三池組組員 藤倉和矢(1)
- 城田組神代組組員 佐竹竜二(1)
- 大学応援団→城田組仁笠興業幹部 森井健司：北村一輝(1) / 中倉健太郎(2)
- 城田組仁笠興業組員 広沢明：真勝國之(1)
- 稲妻一家高森会幹部 飯田和幸(1)
- 城田組神代組幹部 木原哲也(1)
- 大日本昭和会遠山組組長 遠山玉秀：小西博之(1)
- 大日本昭和会遠山組組員 逸見悟(1)
- 城田組仁笠興業組員：指宿豪(1)
- 中京五社会 運命侠愛会 中京浅田会会長 森聖一：ゆーとぴあ・ピース(2)
- 中京五社会 稲妻一家総裁 後藤信雄(2)
- 中京五社会 広野家一家総裁代行 伊藤安高(2)
- 中京五社会 導侠会光田組杉田組組員 三崎豊(2)
- 中京五社会 導侠会光田組杉田組組員 松島良治(2)
- 中京五社会 導侠会光田組杉田組組員 有賀武敏(ヒットマン)：清水一哉(2・3・4)
- 三代目山王会直参城田組舎弟頭補佐 山木組組長 山木貢稔：清水昭博(2)
- 城田組幹部 樫本組組長 樫本雄：武蔵拳(2)
- 城田組相談役 大山稔：下元年世(2)
- 徳島の森井健司の父親：宇崎竜童(2)
- 城田組佐崎組高嶋組幹部 竹之内照明：末吉宏司(2)
- 城田組佐崎組組員 荒井礼次：江原修(2)
- 丸和会系水音一家隅口組幹部 中木昭七(2)
- 釧路 松家多部連合会多部本家三代目総長 笠原茂巳：曽根晴美(3)
- 札幌 忠字家一家 川竜会 徳島組組長 徳島康正：高知東生(3)
- 札幌 忠字家一家 川竜会 鈴鹿組組長 鈴鹿覚：米山善吉(3)
- 中京五社会 導侠会会長 谷塚照雄(3)
- 中京五社会 導侠会理事長 光岩官成(3)
- 中京五社会 導侠会組織委員長 沢田健嗣(3)
- 中京五社会 広野家一家徳命会組員 外川健一(3)
- 城道会舎弟頭補佐 岡田義光：隆大介(3)
- 城道会舎弟頭補佐 野田次郎：シーザー武志(3)
- 中京五社会 八代目稲妻一家若頭 赤村英昭：清水宏次朗(3)
- 城道会若頭補佐 尾西繁喜：松田優(3)
- 中京五社会 政仁同心会(旧愛知同心会) 平木一家 木上西谷組幹部 奥留秀郎(3)
- 松家多部連合会三代目多部本家組員 木葉弘章(3)
- 錦城会岸森組二代目押川組組長 森川光夫(3)
- 錦城会岸森組二代目押川組組員 山友浩二(3)
- 城道会佐崎組幹部 天本岩雄：曽根英樹(3)
- 中京五社会 導侠会沢健組組員 中田寿(3)
- 四代目山王会直参神立会理事長 岐阜 滝誠会会長 滝誠二朗：大和武士(3)
- 滝誠会組員 日比谷寛一(3)
- 中京五社会 政仁同心会会長 藤岡卓(3)
- 中京五社会 政仁同心会 平木一家高松組組長 高松敏(清澄政照総裁の元ボディーガード)(3)
- 中京五社会 導侠会沢健組副組長 戸松勲
- 城東組三村連合会最高顧問 豪山光一(3)
- 松家多部連合会三代目多部本家若頭 二代目板垣組組長 板垣利美(3)
- 松家多部連合会三代目多部本家総長付 板垣利彰(3)
- 松家多部連合会三代目多部本家本部長 小野川喜代春(3)
- 松家多部連合会三代目多部本家総長付 中浦信二(3)
- 武神同盟組長 鬼葉武蔵(3)
- 住橋連合会 花輪会会長 花輪正直(3)
- 住橋連合会 花輪会本部長 菅藤雅夫(3)
- 住橋連合会 花輪会事務局長 玉城功(3)
- 新潟 長島会会長 長島政春：村上竜司(3)
- 元丸和会溝口組若頭 米村康博(3)
- 中京五社会 大瀬戸一家総裁 渡来敬一郎：岡崎二朗(4)
- 城道会高嶋組組員 片尾浩二：山口粧太(4)
- 城道会仁誠会組員 大牟田清一：木村木(4)
- 中京五社会 運命侠愛会会長 島村禎宏：堀田眞三(4)
- 中京五社会 運命侠愛会 鉄志会会長 坂上鐡一：小林勝彦(4)
- 中京五社会 導侠会光田組 須賀一家組長 須賀実道：前田耕陽(4)

ナレーション
- 楠年明

## スタッフ
- 監督：石原興
- 製作：中野多賀美(バグジー)(1)、佐藤義徳(2・3・4)
- 企画：村上劇画プロ
- 企画協力：村上ロイヤルファミリー(1)、バグジー(2・3・4)
- 原案：村上和彦
- プロデューサー：田中政裕・水野純一郎(1)→中野多加美・山本ほうゆう・水野純一郎(2)→山本ほうゆう・水野純一郎(3)→中野多加美・山本ほうゆう・水野純一郎(4)
- キャスティング：中野多加美(バグジー)
- キャスティング協力：フロム・ファーストプロダクション(1)
- アソシエイトプロデューサー：山本芳久(1)
- 脚本：遠藤夏樹・村上和彦(1)→村上和彦・白土勉(2・3・4)
- 音楽：ミュージックデザイン(1)→岡田美音・高島智明・ミュージックデザイン(2・3・4)
- 撮影：藤原三郎
- 照明：林利夫(1・3)、土野宏志(2・4)
- 美術：犬塚進(1)、古賀次郎(2・4)、国島厚(3)
- 録音：中路豊隆(1・3)、広瀬浩一(2・4)
- 装飾：木下保(1・3)、鎌田康男(2・4)
- 編集：園井弘一
- 調音：上床隆幸
- 効果：藤原誠
- 助監督：井口誠一(1・3)、服部大二(2・4)
- スクリプター：野崎やえこ(1)、竹内美年子(2・3・4)
- 製作主任：溝口豊(1)、坪内孝典(2・4)、黒田満重(3)
- ネガ編集：関谷憲治
- 衣裳：松竹衣裳
- メイク：八木かつら
- スチール：北脇克巳、大田恵
- 特機：大河原哲
- ガンエフェクト：栩野幸知
- 製作進行：井汲泰之・田辺正樹・江川裕子(1)→吉川忠信・森脇健介(2・4)→溝口豊・小西剛司(3)
- 装置：新映美術工芸
- 小道具：高津商会
- 持道具：京阪商会
- 主題歌「哀しみのラヴソング」作詞・作曲：岡田美音 歌：伽夜(2・3・4)
- 現象：IMAGICAウェスト
- フィルム：日本コダック
- VTR編集：キッズカンパニー
- 衣裳協力：DINO ITALY(1)、BBCO(2・3・4)
- 車輌協力：梅プロ、TS-MOTOR INC.、ROOTROCK、SHOW CAR PROONO、小野商事
- 題字：村上和彦
- 制作：村上劇画プロ
- 制作協力：松竹京都映画
- 製作：クリエイト21、村上劇画プロ

## ソフト
- VHS 全4巻
- DVD 全4巻